# Métro de Taichung
Le métro de Taichung (également appelé Taichung Mass Rail Transit ou Taichung MRT) est le cinquième métro de Taïwan. Le système comprend aujourd'hui 16,7 km de longueur totale et 18 stations, il est prévu de prolonger également le réseau au comté de Changhua et de Nantou, en dehors de la ville de Taichung. Les opérations d'essai de la première ligne du système, la ligne verte, se sont déroulées du 16 au 21 novembre 2020, et a été mise en service le 25 avril 2021.

## Histoire
La planification de la construction du métro de Taichung a commencé en 1990 avec une étude menée par le Bureau taïwanais du logement et du développement urbain. L'étude a été achevée en 1998 et a suggéré la mise en œuvre de trois itinéraires (rouge, vert et bleu). Le projet a été officiellement approuvé par le Yuan exécutif de Taïwan le 11 novembre 2004. Le gouvernement de la municipalité a signé un contrat de développement conjoint avec celui de la municipalité de Taipei le 12 décembre 2007.
Pendant ce temps, le gouvernement de la municipalité de Taichung a commencé sa propre planification en ajoutant davantage de lignes et a décidé que le système de bus serait non seulement beaucoup moins cher mais aussi l'avenir du transport en commun à Taichung. Étant donné que le couloir de la ligne rouge initialement proposée est partiellement desservi par la construction du transport ferroviaire, tandis que le corridor de la ligne bleue a été choisi comme première étape pour la mise en place du métro à Taichung.
La construction de la première ligne, la ligne verte, avait été financée et devait commencer en octobre 2007, mais elle a été repoussée car sa construction a débuté le 8 octobre 2009. Les 16,7 km et les 18 stations de la ligne verte sont enfin achevées à la fin de 2020.
Le 9 mars 2011, Kawasaki Heavy Industries a annoncé avoir remporté une commande conjointe avec Alstom Transport SA (France) et CTCI Corp. (Taïwan) pour fournir 36 wagons composés de trains à deux voitures sans conducteur pour un total de 29,5 milliards de yens. Tandis que Kawasaki supervisera la construction, Alstom se concentrera sur la signalisation et CTCI fournira le système électrique.
Le 16 novembre 2020, la ligne verte a commencé ses essais. Elle a eu plus de 70 000 personnes seulement pendant son premier jour d'essais. La ligne a été enfin mise en service le 25 avril 2021 après cinq mois de suspension.

## Projet du métro

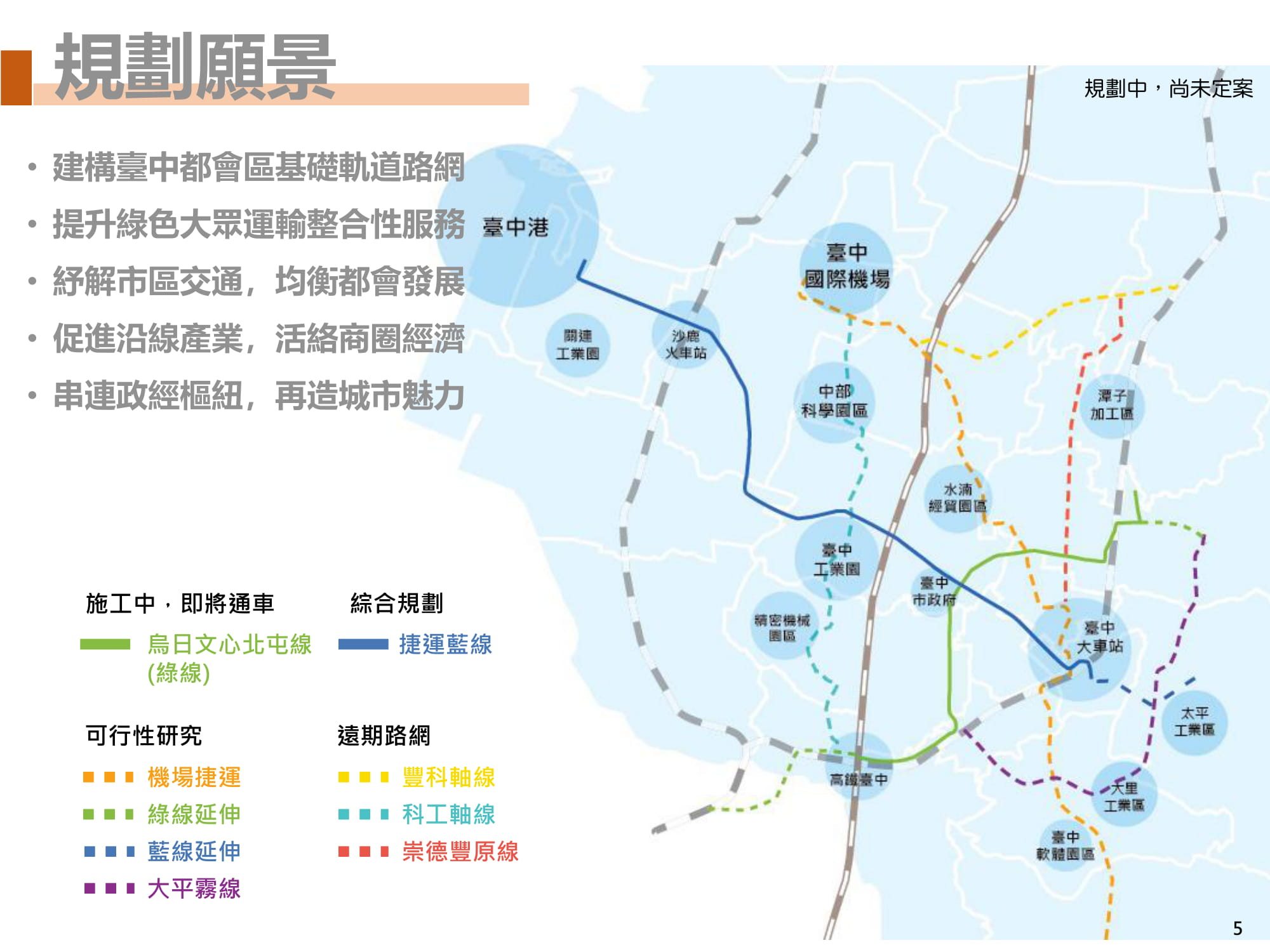
Carte du projet du métro.

| Ligne              | Ligne        | Ligne                                 | Mode                          | Terminus                                   | km    | Km au total | Statut     |
| ------------------ | ------------ | ------------------------------------- | ----------------------------- | ------------------------------------------ | ----- | ----------- | ---------- |
|                    | Ligne verte  | Ligne Wurih-Wunsin-Beitun             | MRT                           | Gare HSR de Beitun Main - Taichung         | 16,7  | 24,7        | En service |
| Extension Changhua | Ligne verte  | Gare HSR de Taichung - Changmei Road  | MRT                           | 5,53                                       | Prévu | 24,7        |            |
| Extension Dakeng   | Ligne verte  | Jioushe - Nouveau village de Yuanshan | MRT                           | 2,49                                       | Prévu | 24,7        |            |
|                    | Ligne bleue  | Ligne bleue                           | MRT                           | Port de Taichung - Taiping                 | 29,5  | 29,5        | Prévu      |
|                    | Ligne orange | Ligne orange                          | BRT                           | Zhongqing - Conseil consultatif provincial | 25    | 25          | Annulé     |
| MRT                | Ligne orange | Ligne orange                          | Aéroport de Taichung - Wufeng | 29,27                                      | 29,27 | Prévu       |            |
| LRT                | Ligne orange | Ligne orange                          | Aéroport de Taichung - Wufeng | 25                                         | 25    | Annulé      |            |

### Ligne verte
La ligne verte MRT Wuri - Beitun est actuellement utilisée en tant que chemin de fer surélevé avec des trains électriques sans conducteur. Elle fera environ 16,5 km de long. Les plans originaux comprenaient 15 stations et un dépôt, mais en raison de la pression du gouvernement de la municipalité de Taichung, le nombre de stations a été porté à 18. Il s'étendra de Songzhu Road dans le district de Beitun à Taichung le long de Beitun Road, Wenxin Road et de Wenxin South Road jusqu'à la gare de la ligne à grande vitesse du district de Wuri. La ligne devrait traverser les districts de Nantun et Xitun. Il devrait coûter 53,49 milliards de NT$ et sera mis en place par le Département des systèmes de transport en commun rapide de la municipalité de Taipei. Le coût total prévu du projet est de 51,39 milliards de NT$ (incluant  les coûts d'acquisition des terres), réparti entre les autorités locales et centrales.

### Ligne bleue
La ligne bleue a commencé ses opérations en 2014, en tant que système de bus entre l'Université Providence et la gare de Taichung. Il longeait le boulevard de Taïwan très fréquenté, sur une voie désignée spécialement pour les bus. Les stations de bus ont été aménagées sur le séparateur entre les voies pour voitures et pour bus sur la route. C'était le premier système d'autobus articulé à Taïwan. Le service pris fin le 8 juillet 2015 en raison de la nouvelle politique annoncée par le maire Lin Chia-lung le 30 mars 2015. La voie de bus désignée fut remplacée par un couloir de bus ordinaire, ce qui permet à d'autres bus qui fonctionnent principalement sur le boulevard de Taiwan d'utiliser ce couloir. Les bus articulés qui parcouraient à l'origine la route ont été intégrés à la ligne de bus 300. Actuellement[Quand ?], il s'agit d'une voie réservée aux bus pour plusieurs itinéraires. Un système de métro exécutant le même itinéraire est actuellement en planification.

### Ligne orange
Une quatrième ligne était prévue en 2009 pour relier la ville à l'aéroport de Taichung. Cependant, après que plusieurs propositions de construction d'une ligne de métro et de bus aient été rejetées par le ministère des Transports et des Communications, le gouvernement de la ville se tourna vers un système de tramway. Le système est toujours en cours de planification. En 2019, le projet de construction d'une ligne de métro s'est substitué à celui d'un tramway.

## Tarifs
Les tarifs du métro de Taichung commencent à 20 NT $ et sont plafonnés à 50 NT$. Le tarif augmente de 5 NT$ pour chaque 2 kilomètres parcourus.